# Station Belawan
Belawan is een spoorwegstation in Medan, de Indonesische provincie Noord-Sumatra.